# Ophiodothella floridana
Ophiodothella floridana är en svampart som beskrevs av Chardón 1929. Ophiodothella floridana ingår i släktet Ophiodothella och familjen Phyllachoraceae.   Inga underarter finns listade i Catalogue of Life.